# 遠東銀行 (香港)

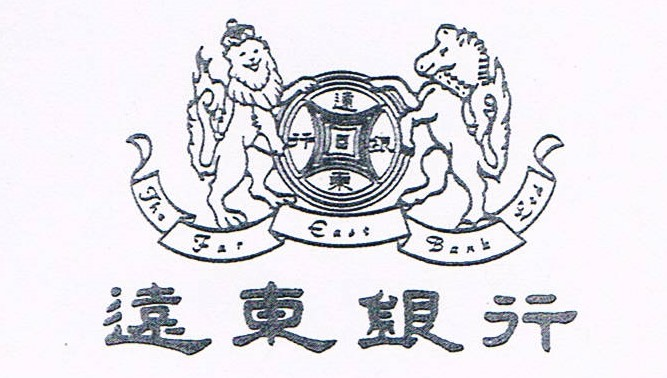
遠東銀行舊標誌

遠東銀行創辦於1959年，創辦人是經營戲院的邱德根。早期，遠東銀行僅是一家荃灣的小錢莊。1960年代，遠東銀行也深深地陷入對房地產的貸款及投資中。1965年銀行危機爆發時，它是遭受大量提款的銀行之一，並且是香港銀行業中唯一不符合《銀行業條例》有關法定清償力比率要求的銀行。1965年11月25日，遠東銀行香港仔分行遭到擠提。應政府的要求，香港上海滙豐銀行發表聲明，表示對遠東銀行的無條件支持仍然有效。滙豐對遠東銀行的支持直至1969年，在該年被萬國寶通銀行（即花旗銀行）收購。
1989年，林紹良透過第一太平集團收購遠東銀行，並與康年銀行合併成為第一太平銀行，後第一太平銀行於2002年再併入東亞銀行。